# Charmbracelet
Charmbracelet là album phòng thu thứ chín của ca sĩ kiêm sáng tác nhạc người Mỹ Mariah Carey, phát hành ngày 3 tháng 12 năm 2002 bởi Island Records và MonarC Entertainment. Sau thất bại về mặt thương mại của bộ phim năm 2001 Glitter và album nhạc phim đi kèm, Carey trải qua giai đoạn khủng hoảng tinh thần và bị hãng đĩa Virgin Records thanh lý hợp đồng. Nữ ca sĩ bắt đầu sáng tác cho Charmbracelet vào đầu năm 2002, trước khi cô đầu quân cho Island Records và gọi đây là bản thu âm cá nhân nhất trong sự nghiệp kể từ đĩa nhạc thứ sáu Butterfly (1997). Khác với phong cách âm nhạc chịu ảnh hưởng lớn từ thập niên 1980 của Glitter, album kết hợp R&B với một số âm hưởng từ hip hop, soul và phúc âm, trong đó Carey hợp tác với nhiều nhà sản xuất khác nhau, bao gồm một số cộng tác viên quen thuộc như Jermaine Dupri, Jimmy Jam and Terry Lewis, Randy Jackson, Bryan-Michael Cox và James "Big Jim" Wright. Ngoài ra, đĩa nhạc còn có sự tham gia góp giọng của Cam'ron, Jay-Z và Freeway.
Nội dung ca từ của Charmbracelet đề cập đến những chủ đề nội tâm về sự hồi tưởng và đời sống cá nhân, cũng như liên quan đến tình yêu, ăn mừng và tận hưởng niềm vui. Ngoài ra, Carey cũng thể hiện lại bài hát năm 1981 "Bringin' On the Heartbreak" của Def Leppard. Sau khi phát hành, album nhận được những phản ứng trái chiều từ các nhà phê bình âm nhạc, trong đó họ khen ngợi nỗ lực trở lại của nữ ca sĩ với lượng khán giả trung thành nhưng cũng vấp phải nhiều chỉ trích bởi khâu sản xuất tác phẩm. Charmbracelet cũng gặt hái những thành công hạn chế về mặt thương mại nếu so với những đĩa nhạc trước của Carey, lọt vào top 10 tại Nhật Bản và Thụy Sĩ nhưng chỉ vươn đến top 40 ở một số quốc gia khác. Đĩa nhạc ra mắt ở vị trí thứ ba trên bảng xếp hạng Billboard 200 tại Hoa Kỳ với 241,000 bản, trở thành album thứ mười của Carey vươn đến top 10 và sau đó được chứng nhận đĩa Bạch kim bởi Hiệp hội Công nghiệp Ghi âm Hoa Kỳ (RIAA). Tính đến nay, album đã bán được hơn ba triệu bản trên toàn cầu.
Ba đĩa đơn đã được phát hành từ Charmbracelet. Đĩa đơn đầu tiên "Through the Rain" lọt vào top 10 ở một số thị trường nổi bật như Canada, Ý, Tây Ban Nha, Thụy Điển, Thụy Sĩ và Vương quốc Anh, nhưng chỉ đạt vị trí thứ 81 trên bảng xếp hạng Billboard Hot 100 và là đĩa đơn mở đường đầu tiên trong sự nghiệp của Carey không thể vươn đến top 10 tại Hoa Kỳ. Hai đĩa đơn còn lại "Boy (I Need You)" và "Bringin' On the Heartbreak" chỉ đạt được những thành công ít ỏi về mặt thương mại trên toàn cầu. Để quảng bá album, nữ ca sĩ trình diễn trên nhiều chương trình truyền hình và lễ trao giải lớn, như The Oprah Winfrey Show, Today, Top of the Pops, The View, giải thưởng Âm nhạc Mỹ năm 2003 và giải thưởng âm nhạc Soul Train năm 2003, cũng như thực hiện chuyến lưu diễn Charmbracelet World Tour với 69 đêm diễn và đi qua ba châu lục. Năm 2003, Charmbraclet được tái bản tại Châu Á và Châu Âu với phiên bản đặc biệt gồm bốn bản nhạc mới, bao gồm đĩa đơn năm 2003 "I Know What You Want" mà Carey hợp tác với Busta Rhymes.

## Danh sách bài hát
| Charmbracelet – Phiên bản tiêu chuẩn | Charmbracelet – Phiên bản tiêu chuẩn                                    | Charmbracelet – Phiên bản tiêu chuẩn                                           | Charmbracelet – Phiên bản tiêu chuẩn               | Charmbracelet – Phiên bản tiêu chuẩn |
| STT                                  | Nhan đề                                                                 | Sáng tác                                                                       | Sản xuất                                           | Thời lượng                           |
| ------------------------------------ | ----------------------------------------------------------------------- | ------------------------------------------------------------------------------ | -------------------------------------------------- | ------------------------------------ |
| 1.                                   | "Through the Rain"                                                      | Mariah Carey Lionel Cole                                                       | Carey Jimmy Jam Terry Lewis James "Big Jim" Wright | 4:48                                 |
| 2.                                   | "Boy (I Need You)" (hợp tác với Cam'ron)                                | Carey Justin Smith Norman Whitfield Cameron Giles                              | Carey Just Blaze                                   | 5:14                                 |
| 3.                                   | "The One"                                                               | Carey Bryan-Michael Cox Jermaine Dupri                                         | Carey Cox Dupri                                    | 4:08                                 |
| 4.                                   | "Yours"                                                                 | Carey James Harris III T. Lewis Wright                                         | Carey Jam T. Lewis Big Jim                         | 5:06                                 |
| 5.                                   | "You Got Me" (hợp tác với Jay-Z và Freeway)                             | Carey Shawn Carter Leslie Pridgen Smith                                        | Carey Just Blaze                                   | 4:22                                 |
| 6.                                   | "I Only Wanted"                                                         | Carey Cole                                                                     | Carey Randy Jackson                                | 3:38                                 |
| 7.                                   | "Clown"                                                                 | Carey Vidal Davis Andre Harris                                                 | Carey Dre & Vidal                                  | 3:17                                 |
| 8.                                   | "My Saving Grace"                                                       | Carey Kenneth Crouch Jackson Trevor Lawrence                                   | Carey Jackson                                      | 4:09                                 |
| 9.                                   | "You Had Your Chance"                                                   | Carey Cox Dupri Leon Haywood                                                   | Carey Cox Dupri                                    | 4:22                                 |
| 10.                                  | "Lullaby"                                                               | Carey Davis Harris                                                             | Carey Dre & Vidal                                  | 4:56                                 |
| 11.                                  | "Irresistible (West Side Connection)" (hợp tác với Westside Connection) | Carey O'Shea Jackson Quincy Jones III Theodore Life Dexter Wansel Damion Young | Carey Damizza                                      | 5:04                                 |
| 12.                                  | "Subtle Invitation"                                                     | Carey Marcus Vest Randy Jackson Kenneth Crouch Lloyd Smith Rob Bacon           | Carey Channel 7                                    | 4:27                                 |
| 13.                                  | "Bringin' On the Heartbreak"                                            | Steve Clark Joe Elliott Pete Willis                                            | Carey Jackson                                      | 4:34                                 |
| 14.                                  | "Sunflowers for Alfred Roy"                                             | Carey Cole                                                                     | Carey Jackson                                      | 2:59                                 |
| 15.                                  | "Through the Rain" (remix) (hợp tác với Joe và Kelly Price)             | Carey Crouch Jackson                                                           | Carey Just Blaze                                   | 3:32                                 |
| Tổng thời lượng:                     | Tổng thời lượng:                                                        | Tổng thời lượng:                                                               | Tổng thời lượng:                                   | 64:45                                |

| Charmbracelet – Phiên bản tại Nhật Bản (bản nhạc bổ sung) | Charmbracelet – Phiên bản tại Nhật Bản (bản nhạc bổ sung) | Charmbracelet – Phiên bản tại Nhật Bản (bản nhạc bổ sung) | Charmbracelet – Phiên bản tại Nhật Bản (bản nhạc bổ sung) | Charmbracelet – Phiên bản tại Nhật Bản (bản nhạc bổ sung) |
| STT                                                       | Nhan đề                                                   | Sáng tác                                                  | Sản xuất                                                  | Thời lượng                                                |
| --------------------------------------------------------- | --------------------------------------------------------- | --------------------------------------------------------- | --------------------------------------------------------- | --------------------------------------------------------- |
| 16.                                                       | "Miss You" (hợp tác với Jadakiss)                         | Carey Cox Dupri J.T. Philips Terry Etling Linda Laurie    | Carey Dupri Cox                                           | 5:09                                                      |

| Charmbracelet – Phiên bản tại Vương quốc Anh (bản nhạc bổ sung) | Charmbracelet – Phiên bản tại Vương quốc Anh (bản nhạc bổ sung)          | Charmbracelet – Phiên bản tại Vương quốc Anh (bản nhạc bổ sung)                         | Charmbracelet – Phiên bản tại Vương quốc Anh (bản nhạc bổ sung) | Charmbracelet – Phiên bản tại Vương quốc Anh (bản nhạc bổ sung) |
| STT                                                             | Nhan đề                                                                  | Sáng tác                                                                                | Sản xuất                                                        | Thời lượng                                                      |
| --------------------------------------------------------------- | ------------------------------------------------------------------------ | --------------------------------------------------------------------------------------- | --------------------------------------------------------------- | --------------------------------------------------------------- |
| 17.                                                             | "I Know What You Want" (với Busta Rhymes hợp tác với The Flipmode Squad) | Trevor G. Smith Jr. Leroy Jones Rashia Fisher Ricardo Thomas Roger McNair William Lewis | Thomas Darren Rap Mike Zinczenko                                | 5:27                                                            |

| Charmbracelet – Phiên bản Tour đặc biệt (đĩa kèm theo) | Charmbracelet – Phiên bản Tour đặc biệt (đĩa kèm theo)                   | Charmbracelet – Phiên bản Tour đặc biệt (đĩa kèm theo)           | Charmbracelet – Phiên bản Tour đặc biệt (đĩa kèm theo) | Charmbracelet – Phiên bản Tour đặc biệt (đĩa kèm theo) |
| STT                                                    | Nhan đề                                                                  | Sáng tác                                                         | Sản xuất                                               | Thời lượng                                             |
| ------------------------------------------------------ | ------------------------------------------------------------------------ | ---------------------------------------------------------------- | ------------------------------------------------------ | ------------------------------------------------------ |
| 1.                                                     | "There Goes My Heart"                                                    | Carey Irving Lorenzo Marcus Vest Lloyd L Smith [ 6 ]             | Carey Vest                                             | 4:11                                                   |
| 2.                                                     | "I Know What You Want" (với Busta Rhymes hợp tác với The Flipmode Squad) | T. Smith Jones Fisher Thomas McNair W. Lewis                     | Thomas Rap Zinczenko                                   | 4:16                                                   |
| 3.                                                     | "Got a Thing 4 You" (với Da Brat hợp tác với Elephant Man)               | Robert Caldwell Shawntae Harris L.T. Hutton Alfons Kettner [ 7 ] | S. Harris Hutton                                       | 5:02                                                   |
| 4.                                                     | "The One" (So So Def remix) (hợp tác với Bone Crusher)                   | Carey Dupri Cox                                                  | Carey Dupri Cox                                        | 4:38                                                   |
| 5.                                                     | "Through the Rain" (video)                                               |                                                                  |                                                        |                                                        |
| 6.                                                     | "Boy (I Need You)" (video)                                               |                                                                  |                                                        |                                                        |

Ghi chú
- "Boy (I Need You)" chứa đoạn nhạc mẫu "Oh Boy" của Cam'ron và "Call Me" của Tweet.
- "You Had Your Chance" chứa đoạn nhạc mẫu "I Want'a Do Something Freaky to You" của  Leon Haywood.
- "Irresistible (Westside Connection)" chứa đoạn nhạc mẫu "You Know How We Do It" của Ice Cube.
- "Bringin' On the Heartbreak" là một bản hát lại "Bringin' On the Heartbreak" của Def Leppard.

## Xếp hạng
| Bảng xếp hạng (2002–2021)                | Vị trí cao nhất |
| ---------------------------------------- | --------------- |
| Album Úc (ARIA)                          | 42              |
| Album Úc Urban (ARIA)                    | 6               |
| Album Áo (Ö3 Austria)                    | 34              |
| Album Bỉ (Ultratop Vlaanderen)           | 48              |
| Album Bỉ (Ultratop Wallonie)             | 28              |
| Album Canada (Nielsen SoundScan)         | 30              |
| Album Canada R&B (Nielsen SoundScan)     | 7               |
| Album Hà Lan (Album Top 100)             | 30              |
| Album Châu Âu (Music & Media)            | 23              |
| Album Pháp (SNEP)                        | 12              |
| Album Đức (Offizielle Top 100)           | 32              |
| Album Ý (FIMI)                           | 22              |
| Album Nhật Bản (Oricon)                  | 4               |
| Album Scotland (OCC)                     | 87              |
| Album Tây Ban Nha (PROMUSICAE)           | 24              |
| Album Thụy Điển (Sverigetopplistan)      | 50              |
| Album Thụy Sĩ (Schweizer Hitparade)      | 9               |
| Album Anh Quốc (OCC)                     | 52              |
| Album Anh Quốc R&B (OCC)                 | 6               |
| Album Hoa Kỳ Billboard 200               | 3               |
| Album Hoa Kỳ Top R&B/Hip-Hop (Billboard) | 2               |

| Bảng xếp hạng (2002)  | Vị trí cao nhất |
| --------------------- | --------------- |
| Album Hàn Quốc (RIAK) | 1               |

| Bảng xếp hạng (2002)                      | Vị trí |
| ----------------------------------------- | ------ |
| Album Canada R&B (Nielsen SoundScan)      | 40     |
| Bảng xếp hạng (2003)                      | Vị trí |
| Album Pháp (SNEP)                         | 121    |
| Album Nhật Bản (Oricon)                   | 53     |
| Hoa Kỳ Billboard 200                      | 61     |
| Hoa Kỳ Top R&B/Hip-Hop Albums (Billboard) | 40     |

## Chứng nhận
| Quốc gia                                                                           | Chứng nhận | Số đơn vị/doanh số chứng nhận |
| ---------------------------------------------------------------------------------- | ---------- | ----------------------------- |
| Brasil (Pro-Música Brasil)                                                         | Vàng       | 50.000*                       |
| Canada (Music Canada)                                                              | Vàng       | 50.000^                       |
| Pháp (SNEP)                                                                        | Vàng       | 100.000*                      |
| Nhật Bản (RIAJ)                                                                    | Bạch kim   | 240,440                       |
| Hàn Quốc (KMCA)                                                                    | —          | 54,730                        |
| Tây Ban Nha (PROMUSICAE)                                                           | Vàng       | 50.000^                       |
| Thụy Sĩ (IFPI)                                                                     | Vàng       | 20.000^                       |
| Anh Quốc (BPI)                                                                     | Vàng       | 122,010                       |
| Hoa Kỳ (RIAA)                                                                      | Bạch kim   | 1,170,000                     |
| Tổng hợp                                                                           |            |                               |
| Toàn cầu                                                                           | —          | 3,000,000                     |
| * Chứng nhận dựa theo doanh số tiêu thụ. ^ Chứng nhận dựa theo doanh số nhập hàng. |            |                               |

## Lịch sử phát hành
| Khu vực        | Ngày              | Phiên bản   | Định dạng  | Ct.    |
| -------------- | ----------------- | ----------- | ---------- | ------ |
| Nhật Bản       | 20 tháng 11, 2002 | CD          | Tiêu chuẩn | [ 47 ] |
| Ba Lan         | 28 tháng 11, 2002 | CD          | Tiêu chuẩn | [ 48 ] |
| Úc             | 2 tháng 12, 2002  | CD          | Tiêu chuẩn | [ 49 ] |
| Áo             | 2 tháng 12, 2002  | CD          | Tiêu chuẩn | [ 50 ] |
| Đức            | 2 tháng 12, 2002  | CD          | Tiêu chuẩn | [ 51 ] |
| Vương quốc Anh | 2 tháng 12, 2002  | CD          | Tiêu chuẩn | [ 52 ] |
| Canada         | 3 tháng 12, 2002  | CD          | Tiêu chuẩn | [ 53 ] |
| Hàn Quốc       | 3 tháng 12, 2002  | CD cassette | Tiêu chuẩn | [ 39 ] |
| Hoa Kỳ         | 3 tháng 12, 2002  | CD          | Tiêu chuẩn | [ 54 ] |
| Bỉ             | 4 tháng 12, 2002  | CD          | Tiêu chuẩn | [ 55 ] |
| Ba Lan         | 5 tháng 12, 2002  | Cassette    | Tiêu chuẩn | [ 56 ] |
| New Zealand    | 9 tháng 12, 2002  | CD          | Tiêu chuẩn | [ 57 ] |
| Brazil         | 10 tháng 12, 2002 | CD          | Tiêu chuẩn | [ 58 ] |
| Nhật Bản       | 30 tháng 6, 2003  | CD          | Đặc biệt   | [ 59 ] |